# المادة 10 من دستور ماليزيا
المادة 10 من دستور ماليزيا مادة من دستور ماليزيا تضمن للمواطنين الماليزيين الحق في حرية التعبير وحرية التجمع وحرية تكوين الجمعيات. على عكس الأحكام المماثلة في القانون الدستوري مثل التعديل الأول لدستور الولايات المتحدة، تمنح المادة 10 المواطنين الحق في الحريات التي لا تقيدها الحكومة، بدلاً من ضمان تلك الحريات بشكل مطلق.

## المادة 10
- مع مراعاة البنود الثانية والثالثة والرابعة:
  - لكل مواطن الحق في حرية الكلام والتعبير.
  - لكل المواطنين الحق في التجمع سلميًا وبدون أسلحة.
  - لكل مواطن الحق في تكوين الجمعيات.
- يجوز للبرلمان بموجب قانون أن يفرض:
  - الحقوق الممنوحة بموجب الفقرة أ من البند 1، مثل القيود التي تراها ضرورية أو مناسبة لصالح أمن الاتحاد أو أي جزء منه، أو العلاقات الودية مع الدول الأخرى، أو النظام العام أو الأخلاق والقيود المصممة لحماية امتيازات البرلمان أو أي جمعية تشريعية أو لتوفير الحماية ضد ازدراء المحكمة أو التشهير أو التحريض على أي جريمة.
  - على الحق المنصوص عليه في الفقرة ب من البند 1، مثل القيود التي تراها ضرورية أو مناسبة لصالح أمن الاتحاد أو أي جزء منه أو النظام العام.
  - على الحق المنصوص عليه في الفقرة ج من البند 1، مثل القيود التي تراها ضرورية أو مناسبة لصالح أمن الاتحاد أو أي جزء منه أو النظام العام أو الأخلاق.
- يمكن أيضًا فرض القيود على الحق في تكوين الجمعيات التي تمنحها الفقرة ج من البند 1 بموجب أي قانون يتعلق بالعمل أو التعليم.
- عند فرض قيود لصالح أمن الاتحاد أو أي جزء منه أو النظام العام بموجب البند 2 أ، يجوز للبرلمان تمرير قانون يحظر التشكيك في أي مسألة أو حق أو وضع أو منصب أو امتياز أو سيادة أو امتياز أنشئت أو محمية بموجب أحكام الجزء الثالث أو المادة 152 أو المادة 153 أو المادة 181 بخلاف ما يتعلق بتنفيذها على النحو المحدد في هذا القانون.